# Histoire du département du Jura
L'Histoire du département du Jura prend en compte l'histoire complète du territoire qui est devenu le département du Jura en remontant jusqu'à la période préhistorique.

## Préhistoire
Le sud du massif du Jura qui constitue le Département du Jura actuel (en 2015) a connu une occupation humaine dès le néolithique en particulier avec les implantations palafittes des lacs jurassiens où elle s'est prolongée sur trois millénaires jusqu'à l'âge du bronze : les plus notables sont celles de Clairvaux-les-Lacs et de Chalain, datées de 4000 à 750 av. J.-C.. Les voies d'échange existaient avec les régions voisines : elles permirent l'importation du cuivre et du bronze (sans doute par Pontarlier et Jougne) et expliquent la diffusion des habitats palafittes sur les deux versants jurassiens (France et Suisse actuelles). Les occupants à la fin de la protohistoire autour des années -700/-500 s'identifieraient aux Ligures mal connus.

## Période celte et conquête romaine
Dans l’Antiquité, au second âge du fer de La Tène, à partir du Ve siècle av. J.-C., le territoire de l’actuel département du Jura est occupé comme le reste de la région par un peuple gaulois les Séquanes. Ceux-ci sont établis dans une région qui correspond dans les grandes lignes à l'archidiocèse de Besançon de l'époque historique, et qui constituera l'origine de la Franche-Comté : il est délimité à l'ouest par la Saône, au sud par la Bresse éduenne et le Rhône, à l'est les monts Jura jusqu'au Rhin et au nord par les Vosges. Le territoire entre dans la mouvance de la puissance romaine après la conquête de Jules César en 52 ans av. J.-C.. La romanisation se fait par l'implantation de domaines agricoles producteurs de céréales et de vin (les villae de Tourmont, Vadans, Arlay...) et aussi par le développement de l'exploitation du sel (Lons-le-Saunier) : les viandes salées jurassiennes sont connues jusqu'à Rome. On remarque aussi le développement des cultes latins (temple du Mont-Rivel par exemple) qui s'ajoutent aux divinités gauloises comme Épona ou Cernunnos (ainsi le temple au dieu Mars cohabite avec le dieu celte Bellone à Villards d'Héria), mais aussi progressivement l'introduction des divinités orientales comme Cybèle, Osiris, Horus. 

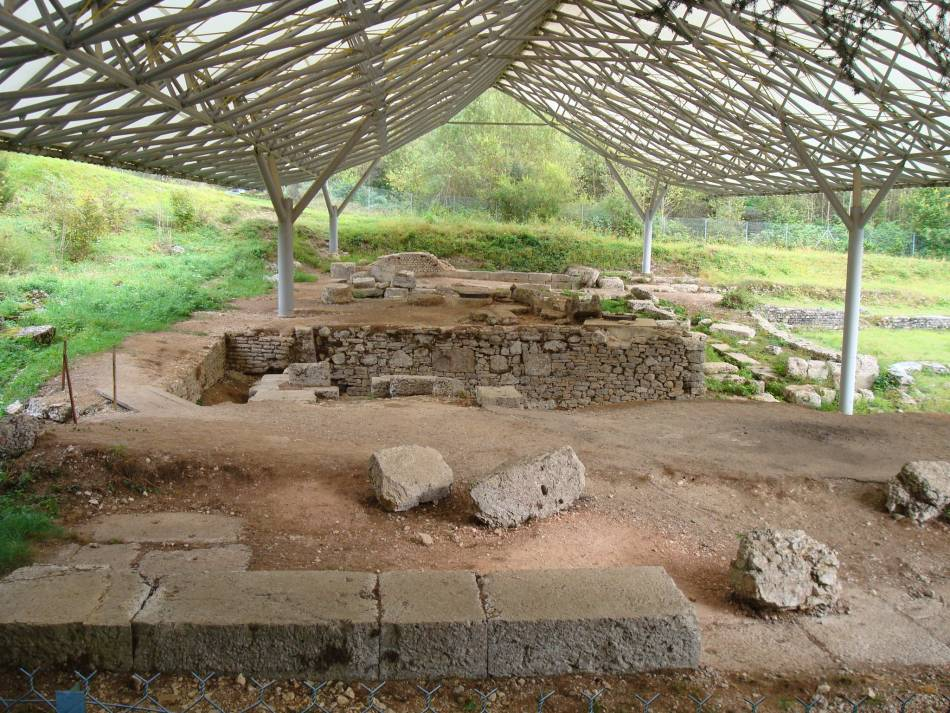
Une partie des fouilles sur le site archéologique de Villards-d'Héria

Durant cette période gallo-romaine, le territoire jurassien proprement dit est dépourvu d'implantations urbaines de grande ampleur mais il conserve cependant de nombreuses traces de ces siècles gallo-romains. Les secteurs développés sont essentiellement au nord-ouest de la rivière d'Ain, entre Lons-le-Saunier et Salins-les-Bains (par exemple Grozon et Tourmont) d'une part et dans la plaine agricole de Dole. Le premier plateau apparaît peu occupé : on repère cependant le secteur de Champagnole (Saint-Germain-en-Montagne et Mont Rivel) et le secteur d'Orgelet-Chavéria non loin duquel existe du Ier au IIIe siècle un centre de pèlerinage séquane important à Villards d'Héria (près de Moirans-en-Montagne). Le deuxième plateau conserve pour sa part presque entièrement ses forêts sauvages jusqu'aux XIe – XIIe siècles. La région est parcourue par des voies romaines d'importance comme celle qui relie Dijon à Pontarlier (route du sel qui relie Salins à la Suisse) ou la route Chalon - Besançon par Ponte Dubis (Pontoux ?) dans la plaine de Saône et le long du Doubs. D'autres voies parcourent le Revermont et le Vignoble de Saint-Amour à Besançon par Lons-le-Saunier, Poligny, Arbois/Salins et Mouchard, ou de Champagnole à Orgelet-Arinthod puis Villards d'Hériat et le Bugey en suivant le cours de l'Ain. 
Au début de la période gallo-romaine, sous l'empereur Domitien qui règne de 81 à 96, se crée une grande province de Germanie supérieure qui s'étend jusqu'au sud du massif jurassien : celle-ci a Mayence pour capitale et jouit d'une assez grande autonomie. Des périodes prospères alternent alors avec des périodes de difficultés et de troubles (invasions, pestes) qui conduisent à une réorganisation des provinces sous Aurélien (270-275) et surtout Dioclétien (284-305) qui crée la Provincia Maxima Sequanorum ou Grande Séquanie avec pour centre Vesontio (Besançon) : le Jura actuel en fait partie. 
Comme ailleurs dans le nord-est de la Gaule et au-delà, la période des Grandes invasions qui ponctuent le déclin de l’empire romain voit l'affaiblissement des peuplements et des activités pour une longue période : la disparition au IIIe siècle de l'implantation romaine au pied du Mont Rivel à Saint-Germain-en-Montagne – Vannoz illustre le déclin de la région. On a retrouvé en 1962 à Meussia, dans le sud du département près de Moirans-en-Montagne, un trésor monétaire datant du Ier siècle apr. J.-C. qui comprenait 399 monnaies d’argent des époques républicaine et julio-claudienne.

## Invasions germaniques et Haut Moyen Âge
Les invasions germaniques successives ponctuent le déclin de l’empire romain en amenant des destructions et l’abandon de certains peuplements (le Vignoble et  par exemple). Le sud de la Grande Séquanie fait ensuite partie des royaumes alamans puis burgondes et francs (Lotharingie). Il semble s'être organisé en pagi (pagus) défensifs aux délimitations approximatives : le pagus Ammaviorum ou Amaous (pays d’Amont ou d’Amour), couvrant le nord du département du Jura et l'extrême sud de la Haute-Saône (cantons de Gray et Marnay, basse vallée de l'Ognon, Dole et la basse vallée du Doubs, basse vallée de la Loue : val d'Amour aujourd'hui, vallée de la Seille ; bordé par la Saône à l'ouest) ; le pagus Warascorum (pays du Varais ou des Varasques ou de Warasch), à l'intérieur de la rivière Doubs, couvrant la majeure part du département du Doubs, plus l'extrême nord-est du département du Jura au nord de Salins ; le pagus Scotingorum (pays d’Escuens ou comté de Scoding), qui couvrait le centre et le sud du département du Jura (Salins, Poligny, Lons, jusqu'aux limites de la Terre de Saint-Claude au sud-est, et du grand Lyonnais/pagus Lugdunensis au sud). 
Lors du démembrement de l'empire de Charlemagne par ses petits-fils en 843 (traité de Verdun) et de l'éclatement du royaume de Lothaire en 855, naît le royaume de Lotharingie. Sur les décombres de la Lotharingie, apparaît un nouveau royaume de Bourgogne en 888, en faveur de Rodolphe Welf, royaume distinct du duché de Bourgogne (qui, lui, se trouve dans le royaume de France ou de Francie occidentale). En effet, après une période troublée (expéditions guerrières des Vikings et des Sarrasins), Rodolphe Ier de Bourgogne se fait élire à Saint-Maurice d'Agaune à la fin du IXe siècle (en l’an 888) et couronner à Toul, roi de la « Bourgogne jurane » et de Lotharingie. Ce royaume de Bourgogne annexera le royaume de Provence vers 933 pour former le royaume des Deux-Bourgognes, lui-même rattaché à l’empire germanique en 1032 par l'empereur Conrad II à la mort du dernier des rois Welf, Rodolphe III. Incluse dans le royaume de Bourgogne né en 888, la Haute-Bourgogne est confiée, par Rodolphe Ier et ses successeurs les rois Welf, au comte de Mâcon, qui s'étend ainsi très largement à l'est de la Saône : d'abord les comtes de Mâcon de la maison de Narbonne, puis ceux de la famille ascanienne d'Ivrée, ex-rois d'Italie, en la personne d'Otte-Guillaume ou Othon-Guillaume († 1026 ; deuxième mari d'Ermentrude de Roucy, il hérite Mâcon et la Haute-Bourgogne du premier époux de celle-ci, Aubry de Mâcon, † 982, en épousant sa veuve). À l'extrême fin du Xe siècle, en 995, la Haute-Bourgogne est érigée, dans le cadre du royaume de Bourgogne mais avec une forte autonomie, en comté héréditaire au profit d'Otte-Guillaume et ses descendants (ils l'auront jusqu'à la Révolution, Louis XVI étant à cet égard le lointain successeur héritier d'Otte-Guillaume !) : le Jura actuel est la partie sud de cette principauté territoriale qui deviendra la Franche-Comté (première mention du nom tardive, en 1366).

## Débuts de la christianisation
Aux IVe et Ve siècles le christianisme s’introduit dans le Jura avec saint Romain et saint Lupicin (1ère moitié du Ve) et plus tard saint Oyand, mort entre 512 et 514, ou saint Colomban qui participe à l’essor du monachisme dans la région depuis Luxeuil : on les appelle communément les Pères du Jura. Naissent alors l'abbaye de Saint-Claude (monastère de Condat fondé par saint Oyand et vivifié par le pèlerinage lié à saint Claude), l’abbaye de Baume-les-Messieurs (à l’origine de Cluny) et au VIIe siècle l’abbaye de Château-Chalon, ou au IXe siècle l’Abbaye Saint-Pierre de Gigny. Ces institutions monastiques prendront toute leur importance au XIIe siècle qui verra de nombreuses fondations par les Cisterciens, les Clunisiens ou les Chartreux.

## Moyen Âge

### Fiefs et châteaux-forts

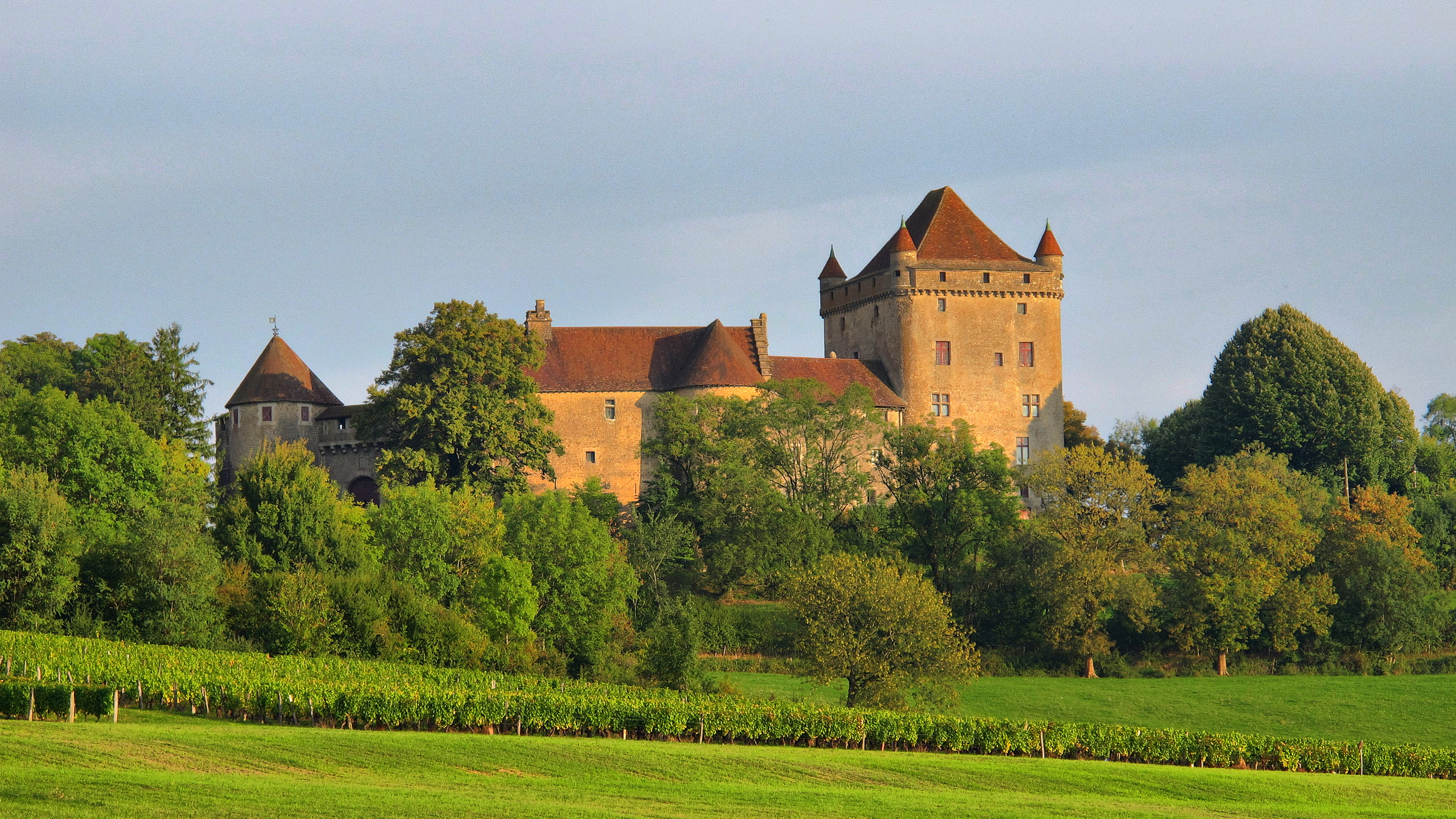
Le château du Pin -construit au XIIIe siècle par le seigneur d'Arlay

À partir des XIe – XIIe siècles s'installent dans le territoire du Jura les fiefs des grands barons comtois . 
- Les seigneurs jurassiens sont dominés par les Chalon (descendants par les femmes des anciens comtes de Chalon), branche cadette des comtes de Bourgogne (Franche-Comté), de Vienne et de Mâcon, que Jean Ier de Chalon (1190-1267) surnommé l’Antique ou le Sage, sire de Salins en 1237 par échange avec le duc de Bourgogne Hugues IV, met au premier plan, et après lui ses descendants les Chalon d'Arlay.
- Les puissants sires de Salins, riches du sel, étendent leurs possessions (échange avec le duc de Bourgogne) et construisent de nombreux châteaux comme celui de Nozeroy ou de Bracon.
- On connaît aussi la maison de Vienne — issue par les femmes des comtes de Bourgogne, de Vienne et de Mâcon, et par les hommes des sires de Neublans — qu'illustrent l'amiral Jean de Vienne et Guillaume de Vienne au XIVe siècle, famille dont les fiefs sont adossés aux plateaux jurassiens et courent jusqu'à la plaine de Saône et de Bresse (Ste-Croix, Seurre et St-Georges, Pagny-le-Château, Neublans, Longwy ; Lons, Pymont, Mirebel) ;
- les Montmorot qui contrôlent le sel de Lons-le-Saunier ;
- ou les Cuisel qui possèdent la baronnie de Clairvaux-les-Lacs et favorisent la fondation de la chartreuse de Vaucluse et de la Chartreuse de Bonlieu.
- Plus tard on notera l'importance des Rye, branche cadette de celle de Neublans,
- ou encore des Watteville venus de Suisse qui héritent de Châteauvilain à Bourg-de-Sirod et Sirod, et dont la lignée compte l'abbé Jean de Watteville au destin aventureux qui marqua la période de la conquête française au XVIIe siècle.

On retrouve ces noms, mêlés au cours des siècles par les mariages, dans l'attribution des charges ecclésiastiques (archevêques de Besançon, abbés et abbesses).
L'époque médiévale utilisera les axes de circulation imposés par la géographie et développés aux époques antérieures en les protégeant par de nombreux châteaux-forts comme dans la vallée de L'Ain : château de Montsaugeon à Crotenay démoli en 1674 sur ordre de Louis XIV ; château de Monnet ou sur l'Haÿ à Mont-sur-Monnet ; château de Châtillon, ruiné en 1639 ; Mirebel, fief des comtes de Vienne jusqu’au XVe siècle puis des Chalon-Arlay, ruiné par Louis XI en 1479, puis par Henri IV en 1595 ; et plus au sud, les châteaux de Présilly et d'Oliferne des sires de Dramelay (puis de Chalon). L'important axe Lons-Salins (voie Lyon-Besançon) est pour sa part protégé par les châteaux de Pymont (famille de Vienne : cf. l'article Ste-Croix), Montaigu (Renaud de Bourgogne), Montmorot (familles de Montmorot, qui avait aussi Ruffey, puis de Vienne), Le Pin, Fontenay, Arlay (famille de Chalon-Arlay), Toulouse-le-Château, Poligny ou encore Vadans près d'Arbois.
Ces châteaux seront pour la plupart démolis au cours des guerres du XVIe – XVIIe siècle[réf. souhaitée].

### Fondations monastiques

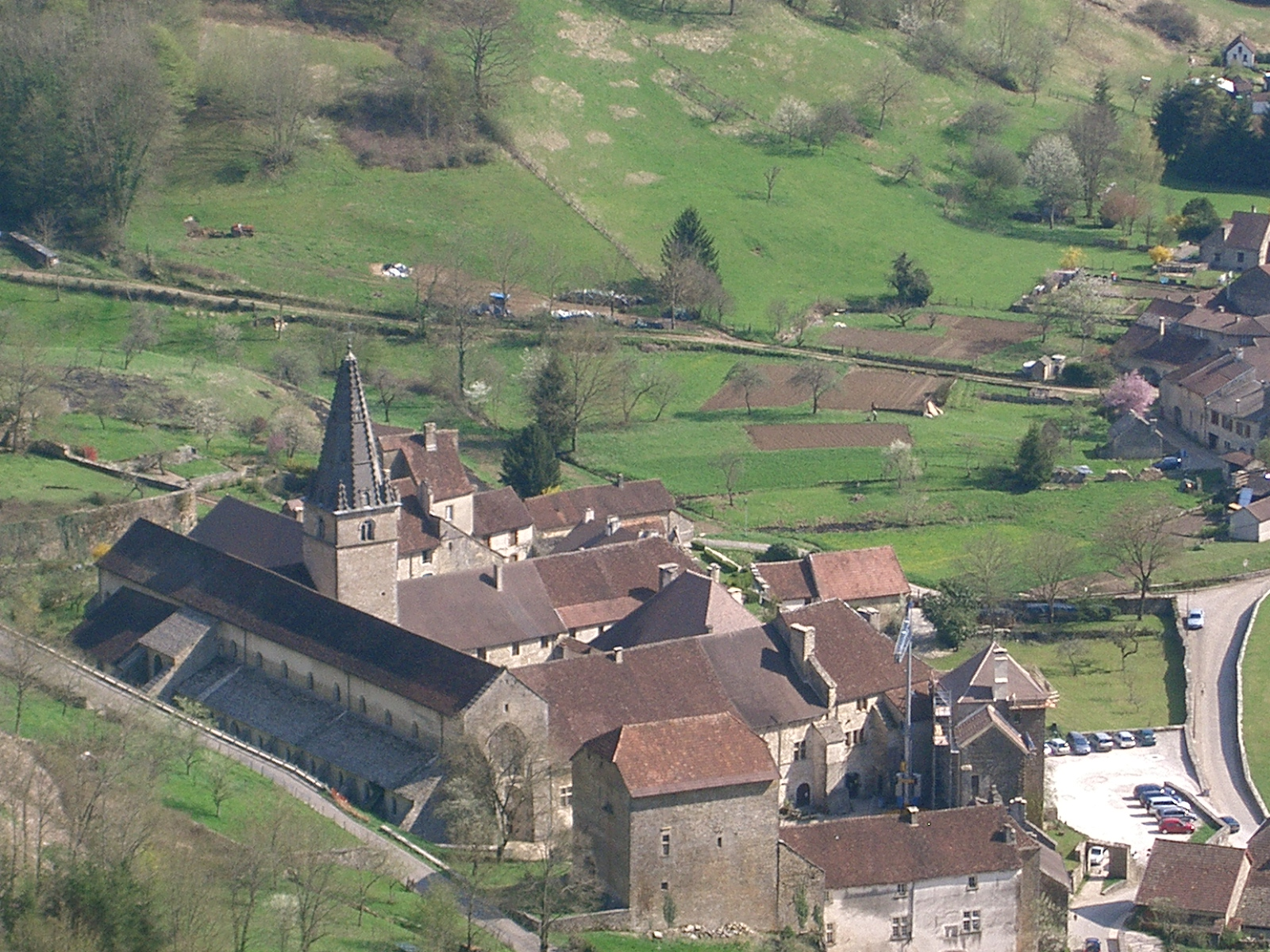
Abbaye de Baume-les-Messieurs

Cette voie qui passe au pied du Revermont croise l'axe Dijon-Pontarlier qui présente plusieurs voies par Salins ou par Champagnole et Frasne : c'est par cette route que communiquait, depuis Dijon, l'abbaye de Saint Bénigne avec celle d'Agaune en Suisse, à laquelle le roi Gontran l'avait unie à la fin du VIe siècle. En effet, parallèlement à ce développement féodal, se met en place un réseau assez dense d'implantations monastiques qui joueront un rôle déterminant dans l'occupation et le développement des plateaux jurassiens. Ces implantations se font avec l'appui des grands seigneurs qui accordent possessions et rentes et y fondent les nécropoles familiales, par exemple les sires de Salins dans l'abbaye Notre-Dame de Goaille, puis dans l'Abbaye Notre-Dame de Rosières à La Ferté proche de l’Abbaye Notre-Dame d'Ounans (monastère de femmes). À côté de petites implantations comme le Prieuré de Vaux-sur-Poligny ou l’Abbaye du Grandvaux, des abbayes puissantes vont étendre leurs possessions ; c'est le cas de l'abbaye Notre-Dame d'Acey, située dans la vallée de l'Ognon au nord de Dole, de l'abbaye de Balerne à proximité de Champagnole, et des anciennes abbayes de Baume-les-Messieurs et de Château-Chalon (abbaye de chanoinesses) dans le Revermont en bordure du massif du Jura, ou encore de la riche Abbaye de Saint-Claude (Saint-Oyand de Joux) lieu d'un important pèlerinage au cœur des monts du Jura et dont la puissance demeure jusqu'à la Révolution. Les Chartreux s'installeront aussi dans le massif jurassien avec la chartreuse de Vaucluse et la Chartreuse de Bonlieu.
Sainte Colette de Corbie fonde les Clarisses (ou Colettines) de Poligny en 1415-1417.

### Entre Empire germanique et duché de Bourgogne
Le territoire jurassien vit les péripéties de l'histoire de la Franche-Comté (le terme apparaît en 1366) : liée à l'Empire germanique et à peu près indépendante, la province est rattachée un temps au duché de Bourgogne (XIVe – XVe siècle, de 1318 à 1493). La capitale en est Dole et c'est au cours du XVe siècle qu'est institué le Parlement de Dole inauguré par Philippe le Bon en 1422, le duc de Bourgogne qui fonde dans la ville l'Université des deux Bourgognes en 1423 (elle sera transférée à Besançon après la conquête française en 1691, et l'Université de Bourgogne de Dijon n'apparaîtra qu'au XVIIIe siècle). Ces deux institutions feront le renom et la puissance de Dole qui administre toute la Comté alors que la capitale religieuse est à Besançon. 

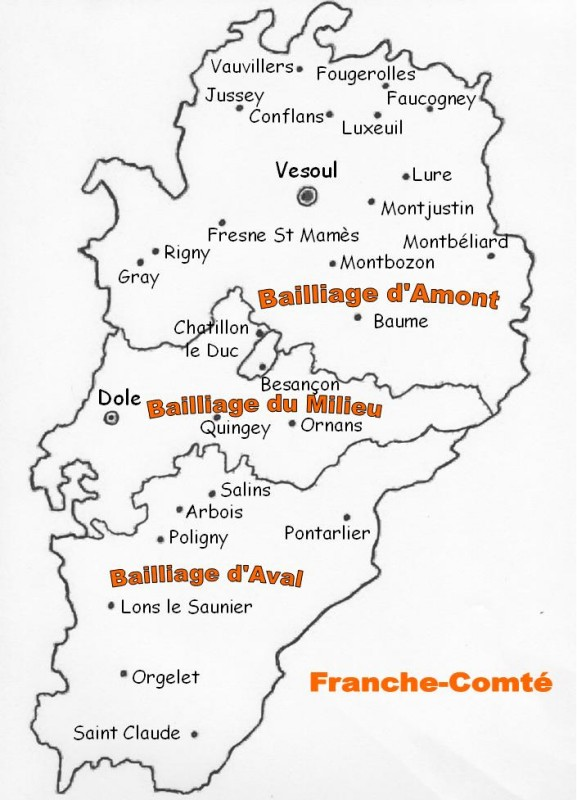
Les bailliages de Franche Comté

La Franche-Comté est alors organisée en bailliages : en 1333, Philippe VI de France (terre d'Empire, la Comté est paradoxalement tombée dans l'orbite française depuis 1291/1295, sous le comte Othon IV très lié à Philippe le Bel et mari de la célèbre Mahaut d'Artois, princesse capétienne) crée le bailliage d'Amont au nord (correspondant à l'ancien Portois ou pagus Portensis, ou vicomté de Vesoul, plus Gray et Pesmes, le tout au nord de l'Ognon : c'est-à-dire la Haute-Sâone - siège : Vesoul ; plus le Varais ou pagus Warascorum, donc l'essentiel du Doubs - siège : Baume), et le bailliage d'Aval ou de Salins (ou Poligny) au sud (Amaous et Escuens). En 1422/1423, sous le duc de Bourgogne Philippe le Bon (en gros, de 1330 à 1477, le duc de Bourgogne est aussi comte de Bourgogne), la partie nord du bailliage d'Aval (Dole) et la partie sud du bailliage d'Amont sont démembrées pour former le bailliage du Milieu (ou de Dole), l'extrême sud de l'ancien bailliage d'Amont, dans le Varais (Pontarlier, Levier, Frasne), rejoignant de surcroît au bailliage d'Aval. Et la Comté reçoit un Parlement qui siègea longtemps à Dole (1422-1676) puis à Besançon.
Au XVe siècle le bailliage du Milieu comprend les subdivisions de Dole (pays d'Amous), de Quingey et d'Ornans, alors que le bailliage d'Aval dont le centre est à Poligny en 1427 (précédemment à Montmorot)  comprend les subdivisions de Salins, Arbois , Pontarlier, Poligny, Orgelet, Montmorot et le territoire de l'abbaye de Saint-Claude.

Au moment de la conquête française au XVIIe siècle est créé le bailliage de Besançon (en 1676) qui englobe Quingey et Ornans en réduisant le bailliage de Dole. La structure administrative durera jusqu'à la Révolution qui en reprendra les limites géographiques à la création des départements : le bailliage d'Aval ou de Salins, et le bailliage de Dole dans ses nouvelles limites, formeront le département actuel du Jura.

### Développement économique
L'économie repose alors sur une agriculture de subsistance avec une production particulière de fromage (qui deviendra le comté fabriqué dans les fruitières) et sur la culture de la vigne (Arbois et Revermont). Par ailleurs le sel de Salins et de Montmorot est une source importante de commerce et de richesse comme l'exploitation des forêts. Peu à peu se développe au cours des siècles un artisanat qui maîtrise les chutes d'eau des rivières et utilise les ressources locales (forges, moulins) et un transport au long cours spécialité des rouliers du Grandvaux. C'est ainsi que se développe le travail à domicile qui occupe les paysans des hauts plateaux pendant les longs hivers (boissellerie, tournerie, polissage) : l'industrie de la pipe autour de Saint-Claude en est l'illustration dès le XVIIe siècle comme plus tard la lunetterie à Morez ou la taille des diamants à Saint-Claude.

## Conflits avec le royaume de France

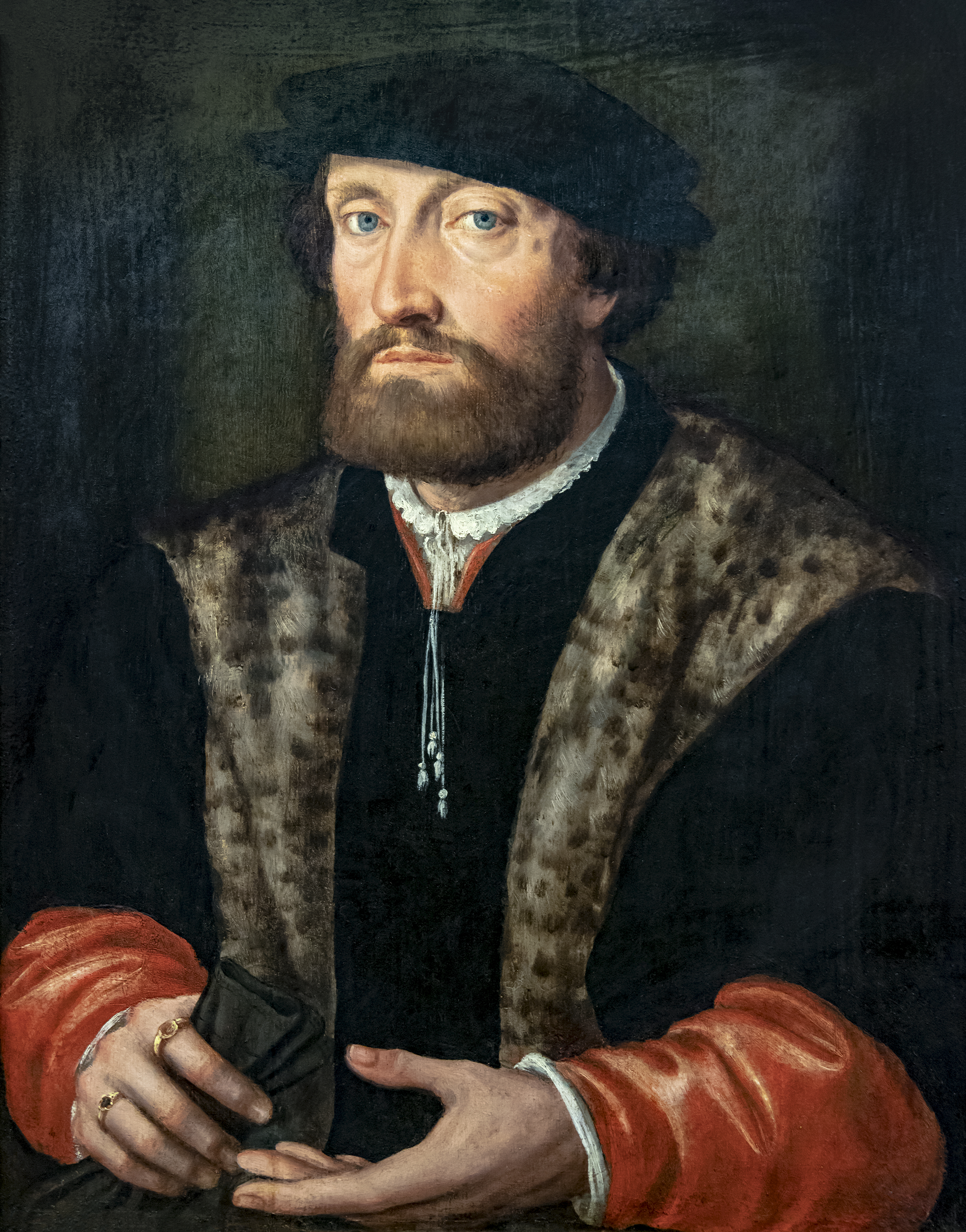
Portrait du cardinal Granvelle

La province redevient terre d'Empire quand Marie de Bourgogne fille de Charles le Téméraire épouse l'empereur Maximilien Ier en 1477, ce qui provoque l'entrée des armées du roi de France Louis XI en 1479 et la destruction de certains châteaux (Mirebel, ou de Montrond par exemple). Le rattachement à l'Empire est finalement acquis en 1493 par le traité de Senlis (Charles VIII, fils de Louis XI, abandonne la Franche-Comté, le Charolais  et l'Artois). La province reste à l'abri des guerres de religion et prospère pendant un siècle sous les princes de la Maison d'Autriche et d'Espagne (les Habsbourg), comme l'empereur Charles Quint et son fils le roi Philippe II d'Espagne qui administrent la Comté depuis les Pays-Bas (Belgique) et s'appuient à Besançon sur Nicolas Perrenot de Granvelle puis son fils, le cardinal de Granvelle.
Après un siècle de paix, le roi de France Henri IV, héritier des guerres des XVe et XVIe siècles entre les rois Valois et les Habsbourg, déclare en 1595 la guerre à l'Espagne et envahit la Franche-Comté : les villes jurassiennes de Dole, Salins, Poligny, Arbois sont assiégées et les campagnes sont ravagées. L'Espagne décide finalement de secourir la province et les troupes du roi de France repassent la Saône. Le traité de Vervins, signé en 1598, met fin au conflit mais les tensions reprennent quelques décennies plus tard sous Louis XIII et Richelieu et débouchent sur la guerre de Dix Ans.

Cette guerre dévaste la région entre 1636 et 1644 : les exactions, la peste et la famine accompagnent cette tentative d'annexion de la province par la France. On estime que les deux tiers des Francs-Comtois sont morts pendant cette guerre de Dix Ans.

## Conquête française
En 1674, Louis XIV entreprend de nouveau, sans grande opposition cette fois, la conquête de la province qui devient définitivement française à la suite du traité de Nimègue en 1678. Le souvenir de cette conquête française est resté à travers les figures jurassiennes du capitaine Morel à Arbois, célèbre pour sa réplique (en 1636 ?) « - Franc-Comtois, rends-toi ! - Nenni, ma foi ! », devenue la devise de la Franche-Comté ; de Lacuzon, défenseur des libertés franc-comtoises dont Xavier de Montépin s'est inspiré très librement pour son roman Le Médecin des pauvres, publié en 1861 ; et de Jean de Watteville, abbé et aventurier. Leur destin est devenu légendaire et des lieux leur sont associés comme les grottes du Hérisson pour Lacuzon, ou Baume-les-Messieurs pour Jean de Watteville qui en fut abbé après une carrière militaire et politique à rebondissements.
Le repeuplement de la région se fait lentement avec des populations extérieures (Savoyards, Lorrains...) tandis que l'on détruit les remparts des villes et la plupart des châteaux-forts. L'assimilation administrative au royaume de France se met en place progressivement non sans oppositions des Comtois jaloux des privilèges que leur avait concédés l'Espagne. Les intendants de Besançon avec un sous-intendant à Dole gouvernent la province : en 1676, le parlement est transféré de Dole à Besançon en lui enlevant ses pouvoirs politiques et en 1691 l'université comtoise suit le même chemin. La production du sel (création des salines d'Arc-et-Senans en 1775) est réorganisée et son commerce est régenté : la Comté est ainsi réputée « Terre de salines » et n'est pas soumise à la gabelle sur le sel : les importantes différences de prix suscitent alors une contrebande notoire avec les régions voisines comme dans la Bresse jurassienne, au point qu'un édit de 1703 expose longuement les dispositions prises contre les faux-sauniers.

## XVIIIesiècle

### Création du diocèse de Saint-Claude
La réorganisation ecclésiastique est aussi notable avec la création en 1742 du diocèse de Saint-Claude en déplaçant 81 paroisses de l'archevêché de Lyon et 7 de l'archevêché de Besançon (St Lupicin, La Rixouze, Grandvaux, Morbier, Moirans, Lect, Charchilla). La carte religieuse sera modifiée à la Révolution : en 1790, les diocèses de Besançon et de Saint-Claude (petit et récent) sont remplacés par trois diocèses correspondant aux trois départements créés dans les limites de la province de Franche-Comté : le Doubs, le Jura et la Haute-Saône. Le Concordat de 1801 modifie de nouveau la structure des diocèses : celui de Saint-Claude est supprimé avec retour au diocèse de Besançon pour l'essentiel du territoire. Finalement l'adéquation département-diocèse est rétablie en 1822 et le diocèse de Saint-Claude actuel est restauré. En 1930 l'évêque s'installe à Lons-le-Saunier et Poligny mais l'évêché garde son nom d'origine.

### Grands aménagements

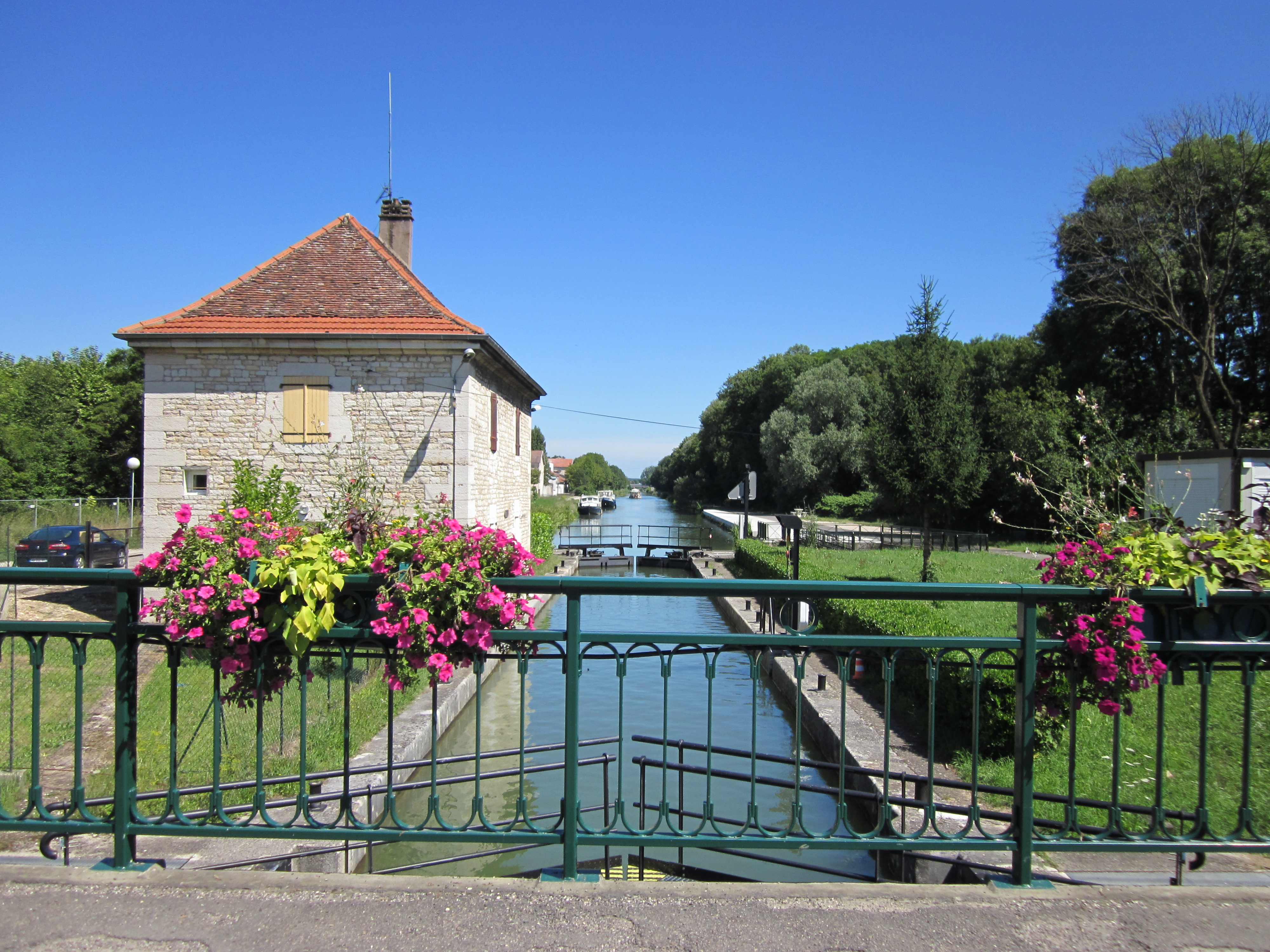
L'écluse de Damparis sur le canal de Monsieur

Le désenclavement de la région frontière amène aussi à la fin du XVIIIe siècle le projet d'une liaison Saône-Doubs par le "canal de Franche-Comté" qui reçoit la dénomination de "Canal de Monsieur" (en l'honneur de Monsieur le Prince, alias Louis V Joseph de Condé, alors gouverneur de la Bourgogne) quand il est commencé en 1784 : à la suite des vicissitudes de l'histoire il n'atteint Dole qu'en 1802 (et Besançon en 1820). Le réseau routier est amélioré et la route Dole-la Suisse par Champagnole et Les Rousses est projetée : elle deviendra la nationale 5 sous l'Empire.
Sur le plan industriel, l'exploitation du sel de Salins est transformée : pour se rapprocher de la forêt de Chaux dont le bois de chauffage est indispensable à l'exploitation du sel par évaporation de l'eau salée, on édifie à partir de 1775, sous Louis XV, la Saline royale d'Arc-et-Senans (commune limitrophe dans le département du Doubs actuel) en amenant l'eau des sources salées par une canalisation de 21,5 kilomètres (un saumoduc). L'exploitation du sel a cessé à Arc-et-Senans à la fin du XIXe siècle et à Salins en 1962 mais la saumure jurassienne et le calcaire du secteur sont à l'origine de l'implantation en 1930 de l'importante usine chimique Solvay à Tavaux qui produit en particulier du carbonate de soude et de l’ammoniaque. Les sources salines ont aussi permis le développement du thermalisme à Lons-Le-Saunier ou Salins (qui devient Salins-les-Bains en 1926).

## Révolution et création du département en 1790

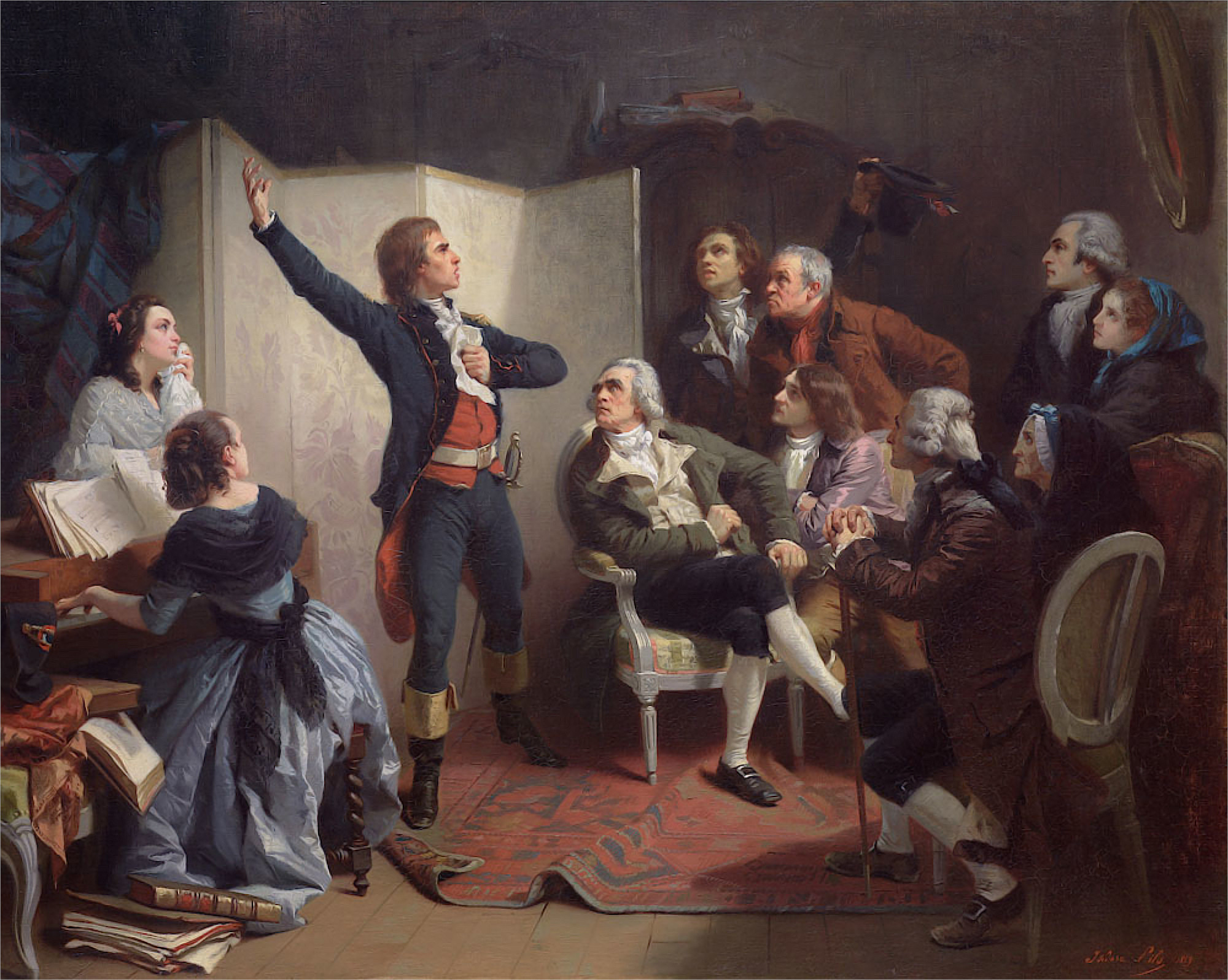
Rouget de Lisle chantant la Marseillaise

Au terme de l'abolition des privilèges et de la vente des biens nationaux, l'abbaye de Saint-Claude revient aux mainmortables, dont Voltaire avait soutenu la cause dans les années 1770.
Durant la période de la Convention nationale, la majorité des députés jurassiens siègent sur les bancs de la Gironde. Sur les huit conventionnels, six sont décrétés d'arrestation en octobre 1793 pour avoir protesté contre les journées du 31 mai et du 2 juin. Amyon, Babey, Grenot, Ferroux, Laurenceot, et Vernier sont réintégrés à la Convention le 18 frimaire an III (18 décembre 1794).

### Figures de l'époque révolutionnaire
Plusieurs personnalités jurassiennes marquent la période de la Révolution française. Claude Joseph Rouget de Lisle, originaire de Lons-le-Saunier, compose en avril 1792 le Chant de guerre pour l'armée du Rhin dans le cadre de la guerre contre l'Autriche. Jean-Charles Pichegru, originaire des Planches-près-Arbois, commande les armées du Rhin, du Nord et de Sambre-et-Meuse ; sous le Directoire, il rejoint la cause royaliste.

### Création du département du Jura

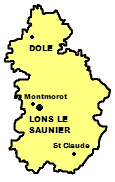
Le département du Jura

Le département du Jura est créé à la Révolution française, le 4 mars 1790, en application de la loi du 22 décembre 1789, à partir de la partie sud de la province de Franche-Comté. Il compte alors 6 districts qui sont remplacés par 4 arrondissements en 1800. Celui de Poligny sera supprimé en 1926. 
Le département reprend les limites du bailliage d'Aval ou de Salins et du bailliage de Dole dans ses nouvelles limites de 1676, et  forme une sorte d'ovale très allongé de 100 km sur 50, orienté nord-sud d'une superficie d'environ 5 000 km2.
La 'frontière' du Jura passe au sud au-delà de Saint-Amour en retrouvant approximativement une vieille limite de la Séquanie, et forme la limite de la Saône-et-Loire. Elle remonte au nord en suivant à peu près la frontière historique entre Comté et Duché de Bourgogne à travers la Bresse (Bletterans - Chaumergy) puis le finage dolois (Chaussin - Damparis) avant d'inclure, au nord de Dole, Montmirey-le-Château et Gendrey. La limite du département s'établit ensuite à l'est vers Salins-les-Bains et Nozeroy (seigneurie des Chalon-Arlay) en laissant la châtellenie de Rochejean et Mouthe au département du Doubs. À partir de Bois-d'Amont la frontière avec la Suisse rejoint Les Rousses puis le département englobe le Grandvaux et les anciennes possessions de l'abbaye de Saint-Claude en limite avec le pays de Gex jusqu'aux approches d'Oyonnax dans le département de l'Ain.

## XIXesiècle

### Généraux jurassiens sous l'Empire napoléonien
Le département du Jura offre un grand nombre de figures militaires à la Révolution et au Premier Empire. En témoignent les généraux Claude Jacques Lecourbe, Jacques-Antoine-Adrien Delort, Gilbert Bachelu,  Pierre Claude Pajol,  Claude Antoine Hippolyte De Préval,  Claude Étienne Michel,  Claude Étienne Guyot,  Jean-Pierre Travot et Deriot dont le nom est inscrit sur l'Arc de Triomphe à Paris, ou encore les généraux Guye, Jarry, Lepin, Nicolas Philibert Desvernois,  Simon Bernard,  Jean-Joseph Gauthier,  Jean-François Rome,  Claude Pierre Rouget.
Le général Malet, né le 28 juin 1754 à Dole et mort le 29 octobre 1812 à Paris, est un autre général d’Empire jurassien connu pour sa tentative de coup d'État de 1812 contre Napoléon qui le fit exécuter.
On repère à la même époque le « Bonaparte de la médecine » Xavier Bichat (1771-1802), né à Thoirette. Son lointain compatriote jurassien Louis Pasteur, né à Dole et dont la famille est attachée à la ville d'Arbois, jouera lui aussi un rôle déterminant dans les avancées médicales de la deuxième moitié du XIXe siècle. Au XXe

### Occupations étrangères auXIXesiècle
Après la victoire des coalisés sur Napoléon à la bataille de Waterloo le 18 juin 1815, le département est occupé par les troupes autrichiennes et suisses de juin 1815 à novembre 1818 (voir occupation de la France à la fin du Premier Empire). Des fortifications de la frontière avec la Suisse sont effectuées dans les décennies suivantes (forts de Salins et des Rousses) mais au cours de la guerre de 1870 les armées allemandes pénètrent dans le Jura depuis la Haute-Saône et poursuivent jusqu'à la frontière suisse l'armée Bourbaki en retraite travers le Haut-Doubs et le Haut-Jura. Le département du Jura (en particulier Dole – Poligny – Champagnole) est occupé pendant neuf mois par les armées allemandes jusqu'en septembre 1871.

### Personnalités

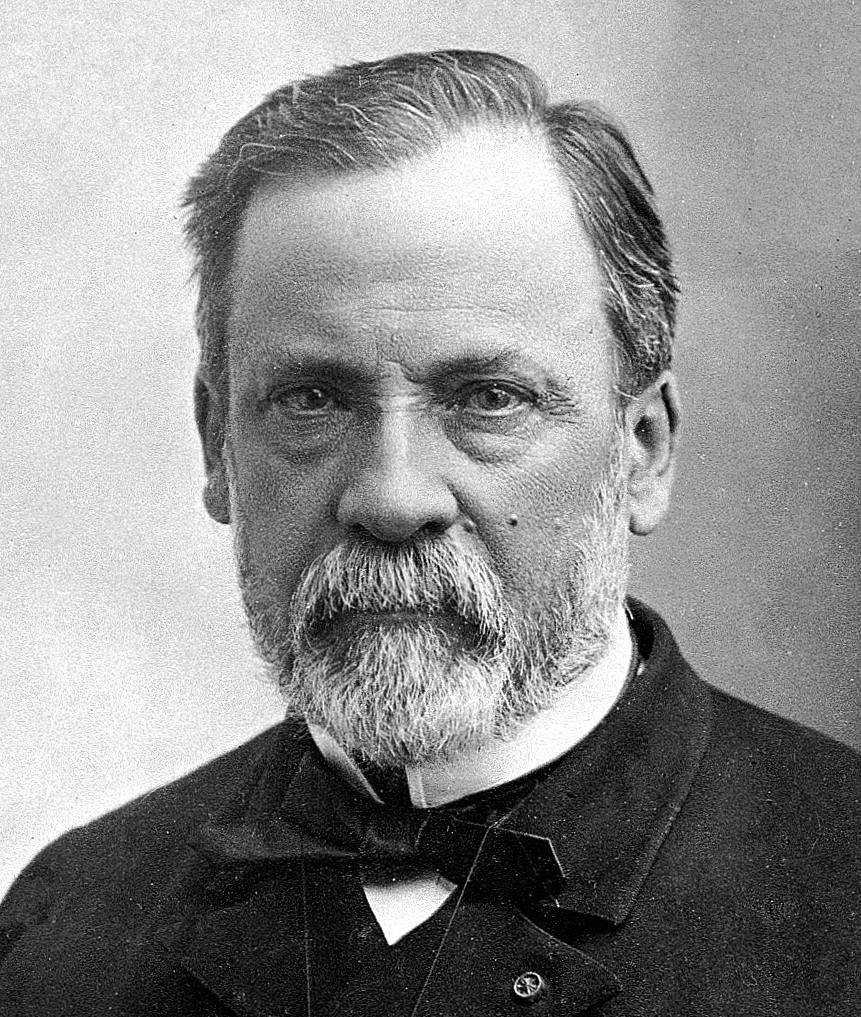
Louis Pasteur en 1878.

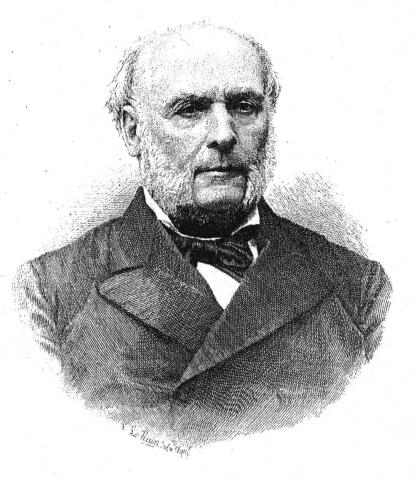
Jules Grévy.

Personnalité politique de premier plan, Jules Grévy (1807-1891), né et mort à Mont-sous-Vaudrey dans le Jura, a été le troisième président de la Troisième République naissante de 1879 à 1887 : il reste le symbole de la mise en place du régime républicain dans les institutions politiques de la France. 
Par ailleurs, le Jura est marqué par la pensée socialiste des Bisontins Pierre-Joseph Proudhon et Charles Fourier, qu'illustre Victor Considerant, né à Salins-les-Bains le 12 octobre 1808 et mort à Paris le 27 décembre 1893 : adepte du fouriérisme il est une figure du combat socialiste au milieu du XIXe siècle (Révolution de 1848, opposition à Napoléon III, soutien à la Commune de Paris), que mènent aussi des personnalités comme Wladimir Gagneur, opposant au Second empire et exilé, député du Jura en 1873 et 1876.

## XXesiècle
Lors de la Seconde Guerre mondiale, le Jura est conquis par les forces allemandes entre le 17 juin (Dole) et le 20 juin 1940 (Col de La Faucille). Après l'armistice du 22 juin 1940, la zone d'occupation est définie par la ligne de démarcation qui part de la frontière et des Rousses et suit l'ancienne nationale 5 par Morez puis Champagnole pour gagner la Loue en passant entre Arbois et Poligny jusqu'à Chamblay. La ligne suit alors la Loue entre Dole et Chaussin (Parcey), puis le Doubs et passe en Saône-et-Loire jusqu'à Chalon-sur-Saône par Neublans et Navilly.
La Résistance s'installe peu à peu dans le département comme avec le maquis du Haut-Jura et le département honore les victimes des représailles allemandes comme le docteur Jean-Michel à Lons-le-Saunier. À l'approche de la Libération, la Wehrmacht multiplie les exécutions et les destructions et frappent des villages martyrs du secteur de Saint-Claude en avril-août 1944, comme Dortan ou Lavancia-Epercy. Le département est libéré au début septembre 1944 par les armées alliées débarquées en Provence.
Le département du Jura retrouve ensuite son fonctionnement antérieur et est inclus dans la région Franche-Comté créée en 1960 et où le président Edgar Faure, figure politique nationale, joue un rôle éminent : il est président du conseil général du Jura en 1949, député radical-socialiste du Jura de 1946 à 1958 puis sénateur du Jura et maire de Port-Lesney (il occupa des fonctions similaires dans le département du Doubs !, et fut président de la région Franche-Comté en 1974-1981 et 1982-1988), inscrit au groupe de la Gauche démocratique de 1959 à 1966. Jacques Duhamel, député du Jura de 1962 à 1976 et maire de Dole a aussi connu une carrière ministérielle sous le président Pompidou.
L'explorateur Paul-Emile Victor passe son enfance et son adolescence à St-Claude puis à Lons dans les années 1910 et 1920. L'écrivain Bernard Clavel naquit à Lons en 1923 (Le Jura a inspiré ses cycles littéraires La Grande Patience et Les Colonnes du ciel, ou bien son roman Meurtre sur le Grandvaux)

### Développement des infrastructures
Les infrastructures du département sont améliorées et complétées dans la période récente avec la mise en eau du barrage de Vouglans en 1968 en même temps que des travaux routiers (voie de Clairvaux-les-Lacs à Oyonnax par exemple) et autoroutiers sont réalisés : l'Autoroute A39 qui relie Dijon à Bourg-en-Bresse en desservant Dole, Poligny, Lons-le-Saunier est achevée en 1998 et désenclave le Jura en établissant une connexion avec l'autoroute A 36 dite « La Comtoise » qui relie depuis 1980 Strasbourg à Beaune en passant par Besançon et Dole. Cependant la modernisation du canal du Rhône au Rhin (qui concerne le secteur de Dole et qui a commencé dans les années 1970) est arrêtée en 1997 et pour le train la réalisation de la branche sud de LGV Rhin-Rhône (de Dole à Lyon) reste incertaine en 2015. En revanche, en 2006, le Conseil général du Jura décide d'acquérir l'aérodrome de Dole-Tavaux cédé par l'État et en fait un atout régional.

### Catastrophe deChampagnole
Un grave accident minier à Champagnole a marqué nationalement les années 60 : en juillet 1964, un éboulement dans une mine du mont Rivel où l'on extrayait le calcaire pour les fours à chaux de Champagnole a emprisonné 14 mineurs. Les secours n'ont sauvé que neuf d'entre eux en creusant une galerie de dégagement alors que cinq autres sont restés prisonniers de la mine.

## XXIesiècle
En 2015, comme dans toute la France, le nombre de ses cantons a été divisé par deux, passant 34 à 17. De plus, par la réorganisation des régions, le Jura appartient à la nouvelle grande région Bourgogne – Franche-Comté.